# Trigonostemon sanguineus
Trigonostemon sanguineus là một loài thực vật có hoa trong họ Đại kích. Loài này được Gagnep. miêu tả khoa học đầu tiên năm 1925.